# Pareiorhina
Pareiorhina – rodzaj słodkowodnych ryb sumokształtnych z rodziny zbrojnikowatych (Loricariidae). Spotykane w hodowlach akwariowych.

## Zasięg występowania
Gatunki endemiczne Brazylii.

## Systematyka
Gatunki zaliczane do tego rodzaju:
- Pareiorhina brachyrhyncha
- Pareiorhina carrancas
- Pareiorhina cepta[3]
- Pareiorhina hyptiorhachis
- Pareiorhina pelicicei
- Pareiorhina rosai
- Pareiorhina rudolphi

Gatunkiem typowym jest Rhinelepis rudolphi (P. rudolphi).